# Sarolta Zalatnay
Sarolta Zalatnay (właściwie: Charlotte Sacher; ur. 14 grudnia 1947 w Budapeszcie) – węgierska piosenkarka.

## Życiorys
Sarolta Zalatnay urodziła się w Budapeszcie 14 grudnia 1947 r. Jej rodzice chcieli, aby została śpiewaczką operową, ale z powodu przeprowadzenia u niej zabiegu wycięcia migdałka nie mogło się to ziścić. Wobec tego Sarolta postanowiła zająć się muzyką rozrywkową.
Po raz pierwszy szerszemu gronu publiczności zaprezentowała się podczas koncertu w swoim gimnazjum w 1963 r., kiedy to jej talent został dostrzeżony przez piosenkarza László Komára. W 1966 r. na transmitowanym przez węgierską telewizję Festiwalu Piosenki Tanecznej z piosenką Hol jár az eszem (Gdzie zmierza mój umysł) zajęła II miejsce, a następnie w 1967 r. zwyciężyła z piosenką Nem várok holnapig (Nie czekam do jutra), którą wykonała przy akompaniamencie słynnego zespołu Omega. W latach 1968–1969 podczas swojego tournée w Londynie poznała członków zespołu Bee Gees. Podczas Festiwalu Piosenki Tanecznej 71’ zwyciężyła z piosenką Fák, virágok, fény (Drzewa, kwiaty, blask). Potem występowała z zespołami LGT i Skorpió
Piosenkarka zajmowała się jednak nie tylko muzyką. W międzyczasie zagrała w kilku filmach. Ponadto do tej pory napisała 9 książek. W 1974 r. po raz pierwszy wyszła za mąż poślubiając Sándora Révésza. Jednak wkrótce potem się z nim rozwiodła. W 1976 r. razem z Juli Postássy i Évą Várszegi założyła nowy zespół o nazwie Cini és Tinik. W roku 1984 odbyła tournée wraz z László Komárem i Rayem Phillipsem. W 1987 r. wstąpiła w związek małżeński z László Benedekiem. Z tego małżeństwa w 1989 r. urodziła się córka, która otrzymała imiona Sarolta Nikolett.
W 1991 r. Sarolta Zalatnay (matka) zajęła się polityką zostając członkinią kierownictwa Partii Szczęścia, potem zaś od 1995 r. była prezesem Węgierskiego Stowarzyszenia Ochrony Zwierząt i Przyjaciół Przyrody. Wyszła trzeci raz za mąż za Csabę Mátona. W 2004 r. za przestępstwa finansowe i gospodarcze została skazana na trzy lata więzienia. Została jednak zwolniona warunkowo po szesnastu miesiącach w 2006 r. Po wyjściu na wolność komponowała piosenki, pisała nowe książki, a w grudniu 2009 r. ukazał się jej film dokumentalny opowiadający o jej muzycznym życiu. W lutym 2010 r. pojawił się jej nowy teledysk Magadat vállalni kell.

## Ważniejsze albumy
- Ha fiú lehetnék (LP: 1970, CD: 2000)
- Zalatnay (LP: 1971, CD: 2000)
- Álmodj velem (LP: 1972, CD: 1994)
- Sarolta Zalatnay (Supraphon, 1973)
- Hadd mondjam el (1973)
- Szeretettel (1975)
- Színes trikó, kopott farmer (1976)
- Minden szó egy dal (1978)
- Tükörkép (1980)
- Nem vagyok én apáca (válogatás, 1985)
- Cini vagyok (1986)
- Privát levél (1988)
- Ave Maria (1998)
- Mindig kell egy barát (1995)
- Fák, virágok, fény (1998)
- Visszajöttem! (2003)
- Best Of Cini (2006)
- Magadat vállalni kell (2009)

## Największe przeboje
- Hol jár az eszem? (Dokąd zmierza mój umysł?)
- Nem várok holnapig (Nie czekam do jutra)
- Oh, ha milliomos lennék (Och, jeśli chcecie zostać milionerami)
- Nem vagyok én apáca (Nie jestem zakonnicą)
- János bácsi pipája (Fajka wujka Jánosa)
- Hordár (Portier)
- Vörös rák (Czerwony rak)
- Álmodj velem (Śnij ze mną)
- Hosszú, forró nyár (Długie, gorące lato)
- Fák, virágok, fény (Drzewa, kwiaty, blask)
- Mindig kell egy barát (Zawsze potrzebny przyjaciel)
- Szeress nagyon (Bardzo kochaj)

## Filmy
- Ezek a fiatalok (Ta młodzież, 1967)
- Széplányok, ne sírjatok (Ślicznotki, nie płaczcie)
- Fuss, hogy utolérjenek
- Nyári kaland (Letnia przygoda)
- A kenguru (Kangur, 1976)
- Holnap történt (Zdarzyło się jutro, 2009)